# Rocambolesque
Le rocambolesque est un genre de fantastique littéraire, rempli de péripéties invraisemblables, extraordinaires. Créé au XIXe siècle, ce genre tire son nom du roman Les Exploits de Rocambole de Pierre Ponson du Terrail, publié dans le journal La Patrie du 29 octobre 1858 au 20 juillet 1859. On dit aussi : « C'est du roman-feuilleton. »